# Luis González Balcarce
Luis González Balcarce (Buenos Aires, 14 de julio de 1831-Buenos Aires, 17 de agosto de 1904) fue un hacendado y funcionario argentino. 

## Biografía
Hijo de María Bernarda de Jesús de Rocamora Ibáñez (1795-1838) y el general Marcos González Balcarce.
Dedicado desde joven a tareas rurales, se radicó luego en el pueblo de Belgrano, donde ocupó los cargos de presidente del Consejo Escolar y Juez de Paz, aún después de su incorporación a la ciudad de Buenos Aires.
Estaba casado con Rita Josefa Casá Soca (1839, 1911) con quien tuvo cinco hijos: Luis Justo José, María Rita, Agustín Faustino, Carlos y María Balcarce Casá. 
Falleció el 17 de agosto de 1904 a los 73 años, fue el último sobreviviente de sus trece hermanos.